# إيغور باك
إيغور باك (بالإنجليزية: Igor Pak) هو رياضياتي أمريكي، ولد في 1971 في موسكو في روسيا.